# إس. ويزلي كلارك
إس. ويزلي كلارك (بالإنجليزية: S. Wesley Clark)‏ هو محامي أمريكي، ولد في 28 ديسمبر 1872، وتوفي في 7 يناير 1949.